# 哈皮 (肯塔基州)
哈皮（英語：Happy）為位在美國肯塔基州佩里縣的非建制地區。
在美國的郵政歷史中，哈皮於1908年設立。由於此地區的名稱「Happy」指的是「快樂」，因而列入於特殊地名中。